# Cieszęcka Góra
Cieszęcka Góra – wzniesienie o wysokości 193,3 m n.p.m. w Dolinie Gwdy, położone w województwie zachodniopomorskim, powiecie szczecineckim, gminie Biały Bór.
Po zachodniej stronie wzniesienia znajduje się wieś Cieszęcino, a po wschodniej jezioro o tej samej nazwie Cieszęcino.
Teren wzniesienia został objęty obszarem specjalnej ochrony ptaków "Ostoja Drawska" oraz obszarze specjalnej ochrony ptaków "Ostoja Drawska".
W 1950 roku wprowadzono urzędowo zarządzeniem nazwę Cieszęcka Góra, zastępując poprzednią niemiecką nazwę Tessentiner Berg.